# NGC 2512
NGC 2512 is een balkspiraalstelsel in het sterrenbeeld Kreeft. Het hemelobject werd op 10 februari 1787 ontdekt door de Duits-Britse astronoom William Herschel.

## Synoniemen
- UGC 4191
- MCG 4-19-21
- MK 384
- ZWG 118.52
- IRAS08001+2331
- PGC 22596